# خوان دي سالازار دي إسبينوزا
خوان دي سالازار دي إسبينوزا (بالإسبانية: Juan de Salazar)‏ هو مستكشف إسباني، ولد في 1508 في إسباينوزا دي لوس مونتيروس في إسبانيا، وتوفي في 1560 في أسونسيون في باراغواي.